# Гагово
Гàгово е село в Североизточна България. То се намира в община Попово, област Търговище.

## География
Селото се намира на около 8 km северозападно от град Попово, като е разположено на шосето Попово – Русе на 100 до 200 m надморска височина. През средата му тече Калакоч дере, приток на река Черни Лом. Състои се от четири махали, като землището му граничи с градовете Опака и Попово и селата Зараево, Кардам и Паламарца. Самото село е разположено на хълмист терен и е оградено от изток и запад от средно високи хълмове.

## Кратка историческа справка
През XV век селото с 29 домакинства било владение на еничарина Юсуф. Освобождението заварва селото с турскоезично население и само няколко български семейства. След войната в селото се заселват българи основно от близките села Опака, Паламарца, Медовина, Ковачевец и от по-далечните Езерче, Кривня, Калоян, Ястребово. Има преселници и от Тревненско, Габровско и Великотърновско – Царева Ливада, Чакалите, Хитревци, Скорците, Арбанаси и др. През 1898 г. в селото имало 17 български и 149 турски къщи.
В старите османо-турски документи селото е било българско и се споменава с името Гагово, Кагово, Гагува, Голямо Гагово. Около 1479 г. в селото е живеел само един мохамеданин. В един от последните официални османо-турски документи от 1874 г. в селото има 155 само мохамедански къщи без християнски. Сегашният църковен храм е построен между 1931 и 1935 г. и е посветен на Света Параскева (Петка). В селото е имало и по-стара църква, унищожена още преди Освобождението и параклис, построен в края на XIX век от новите заселници. Първата джамия в района е била построена около 1700 г., към която е имало и мюсюлманско духовно училище (медресе). Първият кмет на селото е бил Хаджи Али, първият учител – Стоян Славчев, а първият свещеник - поп Никола, известен и като комита от преди Освобождението.
През 40-те години на XX век в селото има влиятелна комунистическа група и то е сред опорните точки на местния Поповски партизански отряд.
Днес населението на селото се състои от българи, роми и турци.
Старите български и турски родове от селото са били: Балканоолуте, Башчеванджи Вълчовите, Ганчовци, Гьокоолуте, Занкоолуте, Инджекзовлюуте, Ипликовите, Лингуровите, Кеманджиите, Кумарджиите, Тарнаджиевите, Атипоолу, Афузоолу, Исуфовите, Меметоджовци, Фераоолу и др.

## За името на селото
За произхода на името съществуват няколко предания:
- Родственици, идващи на гости на първите заселници в селото, нарекли селото „гаговото“ село, т.е. сваковото село. Старинното българско население назовава родственика свако с името – Гаго;
- През XIV – XV век в турските данъчни регистри се срещат много собствени и фамилни имена с название – Гаго. Може да се предположи, че наименованието на селото произлиза от собственото име на водача на рода на заселника му – Гаго.

## Религии
- Християнска (източноправославна);
- Мюсюлманска;

## Обществени институции
- Кметство;
- Основно училище „Св. Климент Охридски“ (закрито през 2008 г.);
- Читалище „Светлина – 1905“, основано първоначално през 1905 г.;
- Църква;
- Джамия;
- Целодневна детска група, част от ЦДГ „Славейче“ в Попово;
- Здравен пункт;

## Културни и природни забележителности
- В землището на селото все още се откриват следите на антични и средновековни селища, могилни некрополи и др.;
- Интересни, но и опасни за посещение са галериите за добиване на варовик (вар), останали от римско време, използван най-вероятно за строежа на многобройните крепости в района;
- Джамията на селото;
- Църквата „Света Параскева“;
- Мемориален комплекс (сега в лошо състояние), посветен на загиналите гаговчани по време на Септемврийското въстание от 1923 г. и във войните за национално обединение;
- Многобройни чешми в селото и около него;
- Останките от разкопаната през 2009 г. тракийска гробница в покрайнините а селото;

## Редовни събития
- Няма

## Личности родени в Гагово
- Иван Аржентински (1910 – 1989), писател и драматург;
- Никола Гаговски (р. 1929), военен журналист, писател и драматург, автор на радиопиеси и теленовели и др.;

## Други
- Много възможности за алтернативни форми на туризъм;
- Селото и околностите предлагат добри възможности за горски лов, отдих и забавление край притоците на река Черни Лом и хълмистите гори;
- Съществуват подходящи терени за крос с мотори, използвани преди години за тренировки;
- Язовир и река идеални за риболов и забавления;
- Баскетболно и волейболно игрище в задоволително състояние;